# Regiões dos Camarões
As regiões dos Camarões são as divisões de primeiro nível da República dos Camarões. Ao total, os Camarões estão divididos em dez regiões. Essas regiões, anteriormente a um decreto do presidente Paul Biya em 2008, eram chamadas de "províncias". Abaixo encontra-se a tabela listando as regiões, alguns dados e o mapa dos Camarões.
A maioria dessas províncias foram designadas em 1960 juntamente com a Província do Centro-Sul, que em 1983 foi dividida em Centro e Sul. Ao mesmo tempo, as províncias de Adamawa e do Extremo Norte foram desmembradas a partir da Província do Norte.
|     | Região        | Nome em francês | Capital    | População (1987) | Área (km²) | Densidade populacional (hab/km²) | Mapa                 |
| --- | ------------- | --------------- | ---------- | ---------------- | ---------- | -------------------------------- | -------------------- |
| 1.  | Adamawa       | Adamaoua        | Ngaoundéré | 495185           | 63,691     | 8                                | Regiões dos Camarões |
| 2.  | Centro        | Centre          | Yaoundé    | 1651600          | 68,926     | 24                               | Regiões dos Camarões |
| 3.  | Leste         | Est             | Bertoua    | 517198           | 109,011    | 5                                | Regiões dos Camarões |
| 4.  | Extremo Norte | Extrême-Nord    | Maroua     | 1855695          | 34,246     | 54                               | Regiões dos Camarões |
| 5.  | Litoral       | Littoral        | Douala     | 1352833          | 20,239     | 67                               | Regiões dos Camarões |
| 6.  | Norte         | Nord            | Garoua     | 832165           | 65,576     | 13                               | Regiões dos Camarões |
| 7.  | Noroeste      | Nord-Ouest      | Bamenda    | 1237348          | 17,812     | 69                               | Regiões dos Camarões |
| 8.  | Sul           | Sud             | Ebolowa    | 373798           | 47,110     | 8                                | Regiões dos Camarões |
| 9.  | Sudoeste      | Sud-Ouest       | Buéa       | 838042           | 24,571     | 34                               | Regiões dos Camarões |
| 10. | Oeste         | Ouest           | Bafoussam  | 1339791          | 13,872     | 97                               | Regiões dos Camarões |